# زوران ميركوفيتش
زوران ميركوفيتش (بالصربية: Зоран Мирковић)‏ مواليد 21 سبتمبر 1971 في بلغراد، جمهورية يوغوسلافيا الاشتراكية الاتحادية، هو لاعب كرة قدم صربي دولي سابق كان يلعب كمدافع. اعتزل اللعب عام 2006. سبق له أن لعب في كأس العالم لكرة القدم مع منتخب بلاده. بدأ مسيرته الرياضية عام 1989. لعب خلال مسيرته 354 مباراة سجل خلالها 7 أهداف.

## المسيرة الاحترافية

### أندية لعب لها
- راد بيوغراد
- نادي بارتيزان
- أتالانتا
- يوفنتوس
- نادي فنربخشة

## روابط خارجية
- زوران ميركوفيتش على موقع الاتحاد الدولي (مؤرشف)  (الإنجليزية)
- زوران ميركوفيتش على موقع اتحاد تركيا (لاعب) (الإنجليزية)
- زوران ميركوفيتش على موقع قاعدة بيانات كرة القدم.إي يو (الإنجليزية)
- زوران ميركوفيتش على موقع ناشيونال فوتبول تيمز (الإنجليزية)
- زوران ميركوفيتش على موقع عالم كرة القدم.نت (الإنجليزية)